# Tom (namn)
Tom är en kortform av mansnamnet Tomas.  31 december 2019 fanns det totalt 9 249 personer i Sverige med namnet, varav 6 058 med det som tilltalsnamn.
I den finlandssvenska namnsdagslängden har Tom namnsdag 21 december sedan 1950.

## Personer med namnet Tom
- Tom Keifer, sångare och gitarrist i Cinderella
- Tom Bergendal (1850–1937), svensk bergsingenjör, bruksförvaltare, vd för Avesta Jernverk
- Tom Boonen, belgisk cyklist
- Tom Clancy, amerikansk författare
- Tom Cruise, amerikansk skådespelare och filmproducent
- Tom Deutgen, svensk skådespelare
- Tom Fletcher, brittisk musiker
- Tom Hedelius (född 1939), svensk vd och styrelseordförande för Svenska Handelsbanken
- Tom Johnstone (född 1955), brittisk företagsledare, vd och koncernchef för SKF
- Tom Jones, brittisk sångare
- Tom Kaulitz, gitarrist i Tokio Hotel
- Tom Parker (sångare) (född 1988), brittisk sångare (The Wanted)
- Tom Selleck, amerikansk skådespelare
- Tom Tiffany, amerikansk politiker
- Tom Wachtmeister (1931–2011), svensk företagsledare, vd och koncernchef för Atlas Copco
- Tom Sawyer (romanfigur) – fiktiv karaktär skapad av Mark Twain